# United Township High School
 (septembre 2023).
United Township High School, également connue sous le nom d' UTHS ou UT, est une High School (qui accueille les 4 dernières années de l'enseignement secondaire, soit plus ou moins l'équivalent du lycée en France) située à East Moline, dans l'Illinois, une ville du comté de Rock Island, aux États-Unis. L'école est la seule High School publique de la ville d'East Moline et fait partie du district scolaire 30 United Township High School. L'UTHS accueille les élèves sortant du district scolaire d'East Moline no 37, du district scolaire de Silvis no 34, du district scolaire de Hampton no 29, du district scolaire de Carbon Cliff-Barstow no 36, du district scolaire de Colona no 190, qui dispensent un enseignement primaire et "middle" (équivalent du collège en France) aux les résidents d'East Moline, Silvis, Carbon Cliff, Barstow et Hampton dans le comté de Rock Island, et de la ville de Colona dans le comté de Henry.

## Programme académique
United Township High School propose des cours dans les disciplines académiques suivantes:
- Centre de carrière locale (Area Career Center)
- Affaires
- Apprentissage de la conduite
- Ingénierie
- Anglais
- Sciences de la famille et de la consommation
- Beaux-Arts
- Santé
- Mathématiques
- Langues modernes
- Éducation physique
- Lecture
- Science
- Études sociales

### Programmes du Area Career Center (ACC)
- Informatique avancée
- Mise en pratique professionnelle
- Mécanique automobile
- Stage dans le secteur bancaire
- Barbier
- Métiers du bâtiment
- Garde d'enfants
- Carrosserie
- Cosmétologie
- Stage d'Arts Culinaires
- Stage de Technicien Diesel
- Science du feu/lutte contre les incendies
- Professions de la santé en milieu coopératif (co-op)
- Éducation coopérative interdépendante
- Maintien de l'ordre et sécurité publique
- Usinage assisté par ordinateur
- Maintenance
- Technologie de l'industrie
- éducation au marketing en milieu coopératif (co-op)
- Professions de bureau
- Pré-ingénierie
- Voyage et tourisme
- Conception de pages Web
- Soudage
- Travail du bois

## Sports
United Township High School participe à l'Illinois High School Association (IHSA) et est membre de la Western Big 6 Conference . Les équipes scolaires participent à 13 sports sponsorisés par l'IHSA:
- Cross-country (garçons/filles)
- Football (garçons)
- Golf (garçons/filles)
- Volley-ball (filles)
- Basket-ball (garçons/filles)
- Quilles (filles)
- Lutte (garçons)
- Baseball (garçons)
- Balle-molle (filles)
- Athlétisme (garçons/filles)
- Natation et plongée (garçons/filles)
- Football (garçons/filles)

### Championnats académique
- Baseball (1972, 1975, 1986, 2005, 2006)
- Basket-ball masculin (1974, 1994, 1999, 2008, 2017)[3]
- Basket-ball féminin (1979, 1981, 1983, 1991, 1992)
- Bowling féminin (2012, 2014-2018)
- Cross-country garçons (1980, 2011, 2015, 2016, 2019)[4]
- Cross-country filles (1981, 1985, 1988, 1995)
- Football (1972, 1981, 1982, 1985, 1987, 1988, 1999)
- Golf pour garçons (1986)
- Football masculin (1996, 1999-2001, 2012, 2014)
- Football féminin (2003, 2004, 2016, 2018)[5]
- Balle-molle (1981, 1982, 1989, 1992, 1998, 2002, 2003, 2010, 2011, 2013, 2017)
- Natation garçons (1990, 1992, 2001, 2010, 2011, 2015)
- Natation féminine (1982-1984, 1989, 1990, 2015, 2016)
- Tennis pour garçons (1979)
- Tennis féminin (1977, 1983)
- Athlétisme garçons (1970, 1971, 1975, 1980, 1988, 1992, 1993, 2008-2012, 2014-2018)
- Athlétisme filles (1984)
- Volley-ball (1978, 1980, 1993)
- Lutte (1970, 1971, 1975, 1977, 1979, 1981-1987, 1989, 2002-2008)

### Championnats d'État
À la fin de l'année universitaire 2009-2010, United Township High School a remporté 3 titres de l'État de l'Illinois dans l'athlétisme par équipe sponsorisé par l'IHSA:
- Football masculin (1999-2000 AA)
- Bowling filles (AA 1990-1991)
- Athlétisme filles (1976-1977)

## Activités extracurriculaire  en dehors des sports
United Township High School propose des activités à la fois parrainées par l'IHSA et non parrainées. UT a champion le titre de l'État de l'Illinois (sponsorisé par l'IHSA) pour le théâtre en 1947-1948. La fanfare UTHS a remporté du succès aux championnats de fanfare de l'État de l'Illinois ; ils ont été champions du peloton 5A en 1996, 2000, 2001 et 2005, et ils ont été champions du peloton 4A en 2006 et 2007. Les activités sponsorisées par l'IHSA disponibles pour les étudiants comprennent:
- Théâtre et interprétation de groupe
- Musique : Organisation
- Musique Solo & Ensemble
- Musique : Instrumentale

Les autres activités proposées sont :
- Voix authentiques
- Club petits déjeuners
- Cheerleading
- Club d'échecs
- Échec au crime
- Club de langue française
- Club d'interaction
- Key Club (en) (une organisation caritative)
- Fanfare
- Mathématiques
- Société d'Honneur National (en)
- Panthers Pleyres
- Peep Band (en) (orchestre d'encouragement sportif)
- Club de robotique
- Société nationale d'honneur pour la langue espagnole (en)
- Worldwide Youth in Science and Engineering (Équipe mondiale des jeunes en sciences et en ingénierie) (WYSE)
- YMCA Youth and Government (en)

## Anciens élèves notables
- Mike Butcher : entraîneur des Diamondbacks de l'Arizona
- Spike O'Dell : reporter pour WGN Radio
- Ray Klingbiel : juge en chef de l'Illinois
- Dean Stone : Ancien baseballeur de la MLB ; basballeur vainqueur du Major League Baseball All-Star Game 1954 (en)